# 顾海良
顾海良（1951年1月—），男，上海人，中华人民共和国政治人物、经济学家，教授。曾任武汉大学校长、党委书记，教育部党组成员（副部长级）、国家教育行政学院院长。

## 生平
1964年考入上海中学，由于文化大革命的原因，顾海良1967年初中没有按期毕业，1969年1月作为知青离开上海中学前往安徽省和县毛巷公社插队。1973年9月至1975年9月，为安徽省和县五七大学（中师）学生。1975年9月至1978年2月，任安徽省和县毛巷学校教师、校长。1978年2月至1982年2月，为安徽大学经济学系本科学生。1982年2月至1984年12月，为中国社会科学院研究生院经济系经济思想史专业硕士研究生。1984年3月加入中国共产党。1984年12月至1996年2月，任中国人民大学马列所教师、副所长、所长。其间，1991年6月晋升为副教授，1994年晋升为教授，1995年遴选为博士生导师。
1996年2月至1998年7月，任国务院学位委员会办公室副主任。其间，1996年9月至1997年1月在中央党校干部进修班脱产培训学习。1998年7月至2002年2月，任教育部社会科学研究与思想政治工作司司长。2001年12月至2002年8月，任武汉大学党委副书记（主持党委工作）。2002年8月至2008年11月，任武汉大学党委书记（副部长级）。2008年11月至2010年，任武汉大学校长（副部长级）。2010年起，任教育部党组成员（副部长级）。2010年12月28日教育部决定，任命顾海良为国家教育行政学院院长，免去郑树山的国家教育行政学院院长职务。后任教育部社会科学委员会副主任。又任北京大学中国道路与中国化马克思主义协同创新中心主任。

## 社会兼职
顾海良曾兼任国务院学位委员会学科评议组理论经济学组成员、教育部社会科学委员会委员、全国马克思主义经济学说史学会会长、中国《资本论》研究会副会长、全国科学社会主义学会副会长、中国学位与研究生教育学会副会长、湖北省社会科学界联合会主席等学术职务。
2002年4月当选为湖北省第八次党代会代表，2003年3月当选为第十届全国人大代表，2007年4月当选为湖北省第九次党代会代表，2007年6月当选为中国共产党第十七次全国代表大会代表，2008年2月当选为第十一届全国人大代表。2013年当选为第十二届全国人大代表、全国人大教科文卫委员会委员。

## 著作
顾海良是经济学家和马克思主义理论家，中央马克思主义理论研究和建设工程首席专家，长期研究马克思经济思想史、马克思主义发展史、中国特色社会主义经济理论和社会主义市场经济理论。《与中国著名经济学家对话》一书称他是中国“第四代经济学人”的代表。
截至2008年，顾海良发表学术论文近300篇，出版和翻译著作20余部，主持《西方发达国家市场经济理论政策和制度架构变迁及其借鉴》等国家社科基金重大项目，担任中央马克思主义理论研究和建设工程项目“‘三个代表’重要思想的科学内涵和精神实质”首席专家以及“马克思主义经典著作基本观点研究”课题组主要成员，是多个中央和教育部社会科学研究重点项目负责人。
顾海良的主要代表作有：
- 《马克思“不惑之年”的思考》（1994年获北京市高校哲学社会科学中青年优秀科研成果奖）
- 《邓小平的经济思想》（获第二届普通高校人文社科研究优秀成果二等奖）
- 《世界市场全书》（1996年获中国图书奖）
- 《画说〈资本论〉》（1996年获“五个一工程”奖）
- 《马克思劳动价值论的历史与现实》（2006年获第四届普通高校人文社科研究优秀成果一等奖，2007年获第五届吴玉章人文社会科学奖一等奖）
- 《马克思经济思想的当代视界》（2006年获中华优秀出版物奖、2007年获第一届“三个一百”原创图书出版工程奖、中国出版政府奖图书提名奖）
- 《20世纪国外马克思主义经济思想史》
- 《从十四大到十六大：马克思主义在当代中国的新发展》
- 《从“三个代表”重要思想到科学发展观》[3]